# Мавлянов, Гани Арифханович
Гани Арифханович Мавлянов — советский хозяйственный, государственный и политический деятель, доктор геолого-минералогических наук, профессор.

## Биография
Родился в 1910 году в Ташкенте. Член КПСС.
С 1927 года — на хозяйственной, общественной и политической работе. В 1927—1988 гг. — крестьянин, инженер-гидрогеолог в институте «Средазгипроводхлопок», доцент, декан горного факультета в Среднеазиатском политехническом институте, участник Великой Отечественной войны, старший научный сотрудник в Институте геологии Академии наук, директор Института гидрогеологии и инженерной геологии, директор Института сейсмологии АН Узбекской ССР, доцент, профессор, заведующий кафедрой на геологическом факультете Среднеазиатского политехнического института.
Умер в Ташкенте в 1988 году.

## Награды
- Орден Октябрьской Революции
- 2 Ордена Отечественной войны II степени
- 2 Ордена Трудового Красного Знамени
- Орден Красной Звезды
- Орден «Знак Почёта»
- Государственная премия Узбекской ССР имени Беруни (1981)[1]